# 11602 Мірян
11602 Мірян (11602 Miryang) — астероїд головного поясу, відкритий 28 вересня 1995 року.
Тіссеранів параметр щодо Юпітера — 3,341.
Названо на честь міста Мірян у Південній Кореї.